# Arcybractwo Miłosierdzia Najświętszej Maryi Panny Bolesnej w Krakowie
Arcybractwo Miłosierdzia pod wezwaniem Bogurodzicy Najświętszej Maryi Panny Bolesnej w Krakowie – najstarsza nieprzerwanie do dziś istniejąca organizacja charytatywna w Polsce, założona w 1584 przez Piotra Skargę, erygowana przez legata papieskiego, kardynała Hipolita Aldobrandini aktem kanonicznym ratyfikowanym w 1591 przez Grzegorza XIV. Zgodnie z postanowieniami Soboru Trydenckiego podlegało władzy biskupa krakowskiego. Początkowo nosiło nazwę Bractwa Miłosierdzia Bogarodzice. W 1587 przy Bractwie Miłosierdzia ks. Skarga założył „Mons Pietatis”. pod polską nazwą Komory Potrzebnych (późniejszy Bank Pobożny), w której udzielano pożyczek pod zastawy „klejnotowe” i „sukienne”, bez pobierania procentów. Bractwo Miłosierdzia i Komora Potrzebnych podporządkowane były wspólnemu zarządowi. Od 1818 Archikonfraternia Miłosierdzia i Banku Pobożnego, od II połowy XIX w. Arcybractwo Miłosierdzia i Banku Pobożnego, które obrało za patronkę Matkę Boską Bolesną. Od 1989 nosi obecną nazwę. Jest publicznym stowarzyszeniem wiernych, działającym pod władzą arcybiskupa metropolity krakowskiego w oparciu o kodeks prawa kanonicznego.

## Historia
Jak pisze Zygmunt Gloger, ”...jedyny bank w Europie wypożyczający pieniądze ludziom przyciśniętym potrzebą, na zastawy bez żadnego procentu”. Bank wspierał w XVII w. biskup krakowski Jakub Zadzik zapisując mu 60000 złp, a w XVIII w. kanonik krakowski Jerzy Mieroszewski zapisem 51000 złp. Bractwo Miłosierdzia (takie określenie także funkcjonuje w tym czasie) co 25 lat obchodzi uroczyście dzień 7 października dla upamiętnienia założenia przez 7 osób Arcybractwa Miłosierdzia i położenia kamienia węgielnego pod gmach zgromadzenia i „banku pobożnego”. W ramach Arcybractwa Miłosierdzia funkcjonowała od 1602 fundacja zwana „skrzynką św. Mikołaja”, której zadaniem było udzielanie pomocy ubogim pannom w formie posagu, w celu uchronienia ich przed moralnym upadkiem. Fundatorem tej instytucji był Mikołaj Zebrzydowski, który na jej rzecz zapisał sumę 3 tys. złp., zabezpieczoną na dobrach Książnice w woj. sandomierskim. W 1634 ks. Andrzej Łukomski, kanonik katedry krakowskiej, zapisał swoje dziedziczne dobra Bobrowniki, Pojałowice i Sączów w księstwie siewierskim kapitule krakowskiej, zobowiązując ją do przekazywania 3/4 dochodu z tych majątków na fundusz „skrzynki św. Mikołaja”. Zgodnie z tym zapisem, ubogie dziewczęta idące za mąż lub do klasztoru, miały otrzymywać od 60 do 300 złp. posagu. Kwotę wyznaczano jeszcze przed ślubem, ale wypłacano ją dopiero po zamążpójściu lub po wstąpieniu do zakonu. Pierwotna nazwa fundacji została w 1786 z polecenia prymasa Poniatowskiego zmieniona na „Fundatio pro dotibus virginum”, czyli fundusz posagowy dla panien.

## Czasy współczesne
W 1960 władze PRL zlikwidowały Arcybractwo, w 1989 władze państwowe uznały ten akt za bezprawny i reaktywowały działalność Arcybractwa w oparciu o ustawę o stosunkach między Państwem a Kościołem. Metropolita krakowski, kardynał Franciszek Macharski nadał reaktywowanemu stowarzyszeniu statut organizacyjny. W ostatnich latach XX wieku w Arcybractwie doszło do poważnych nieprawidłowości. W 2003 kardynał Macharski ustanowił dla stowarzyszenia zarząd komisaryczny. Część członków Arcybractwa nie zgadzała się z tym głosząc, że jest to próba przejęcia przez Kurię majątku stowarzyszenia jakoby świeckiego, zarejestrowanego w Krajowym Rejestrze Sądowym (KRS), i odmówiła przekazania władzy w Arcybractwie pani komisarzowi arcybiskupa metropolity. Spór trwał ponad 5 lat. W 2008 sąd ostatecznie zadecydował, że Arcybractwo jako organizacja kościelna ma zostać wykreślone z KRS, do którego zostało błędnie wpisane w 1990. W 2009 metropolita krakowski Stanisław Dziwisz nadał Arcybractwu nowy statut, majątek stowarzyszenia został przejęty przez nowe władze, w gronie których kluczowe stanowiska zajęli wierni Kościołowi członkowie władz Arcybractwa sprzed 2003.
Do organizacji należy w Krakowie 7 kamienic, w tym 3 zblokowane w jeden obiekt (Dom Arcybractwa przy ul. Siennej 5 i związane z nią ściśle kamienice przy ul. Stolarskiej 1 i 3, blisko Rynku), dawny dworek Heleny Modrzejewskiej z osiedlem 10 parterowych domów robotniczych zwanych Modrzejówką, pałac Walerego Rzewuskiego przy ul. Westerplatte 11.
W oparciu o czynsze z tych obiektów Arcybractwo pomaga ubogim, chorym, niepełnosprawnym, udzielając np. w latach 2009-2012 po ok. 1,5 mln zł rocznie zapomóg dla poszczególnych podopiecznych i dotacji dla organizacji dobroczynnych. 

## Budynki Arcybractwa

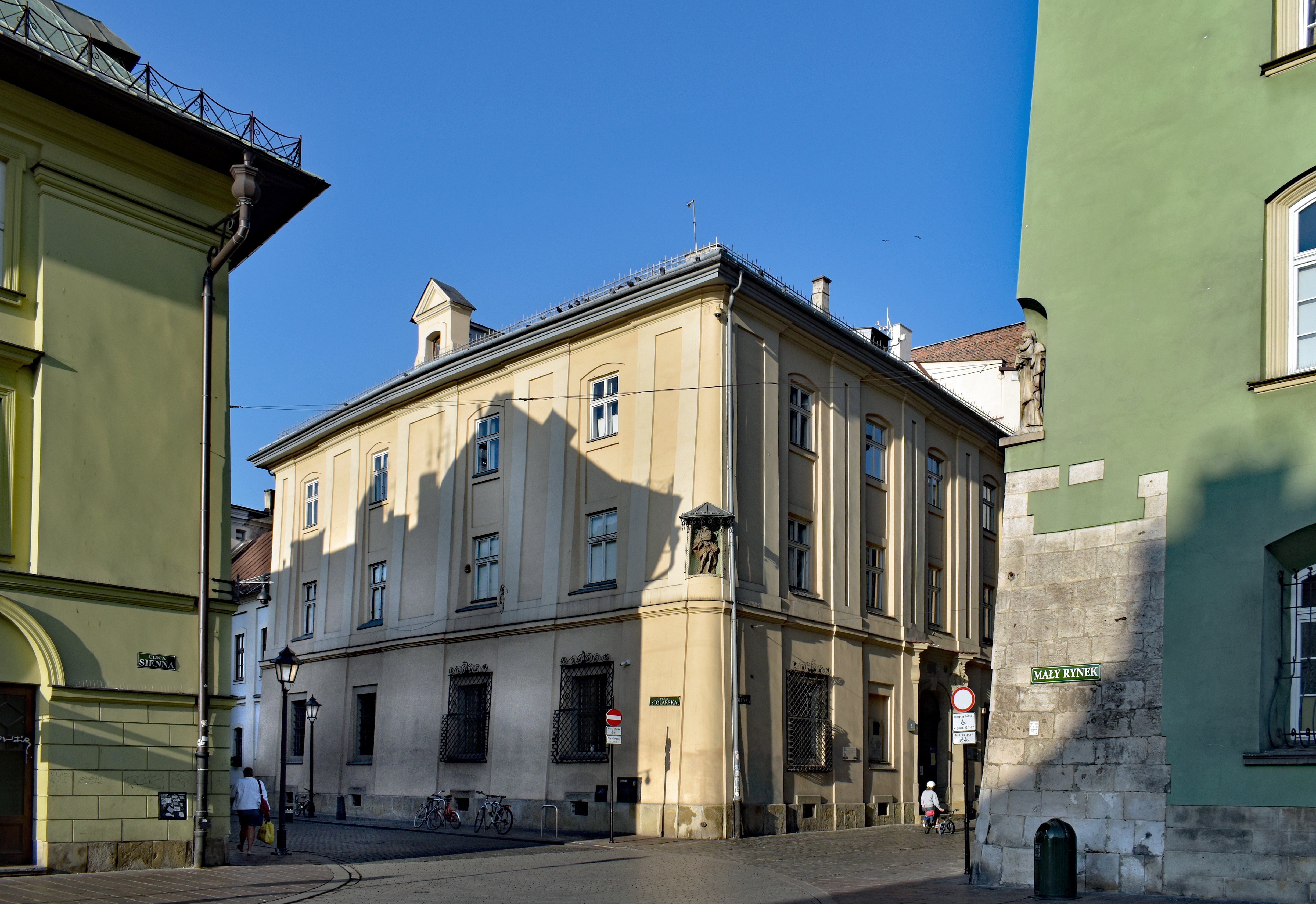
Kraków ul. Sienna 5. Dom Arcybractwa-kamienica rezydencjonalna.
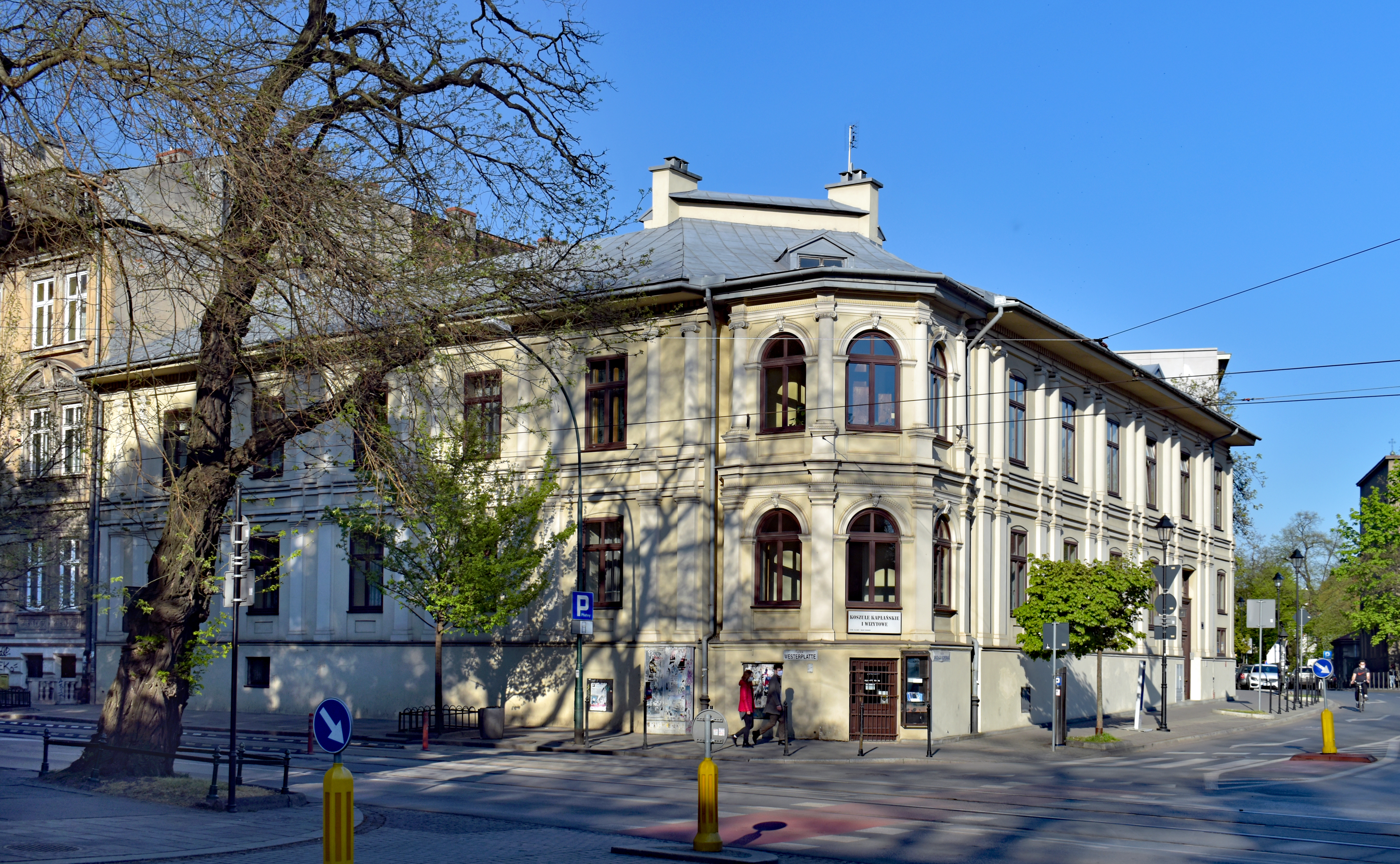
Kraków ul. Kopernika 2. Dom Arcybractwa.
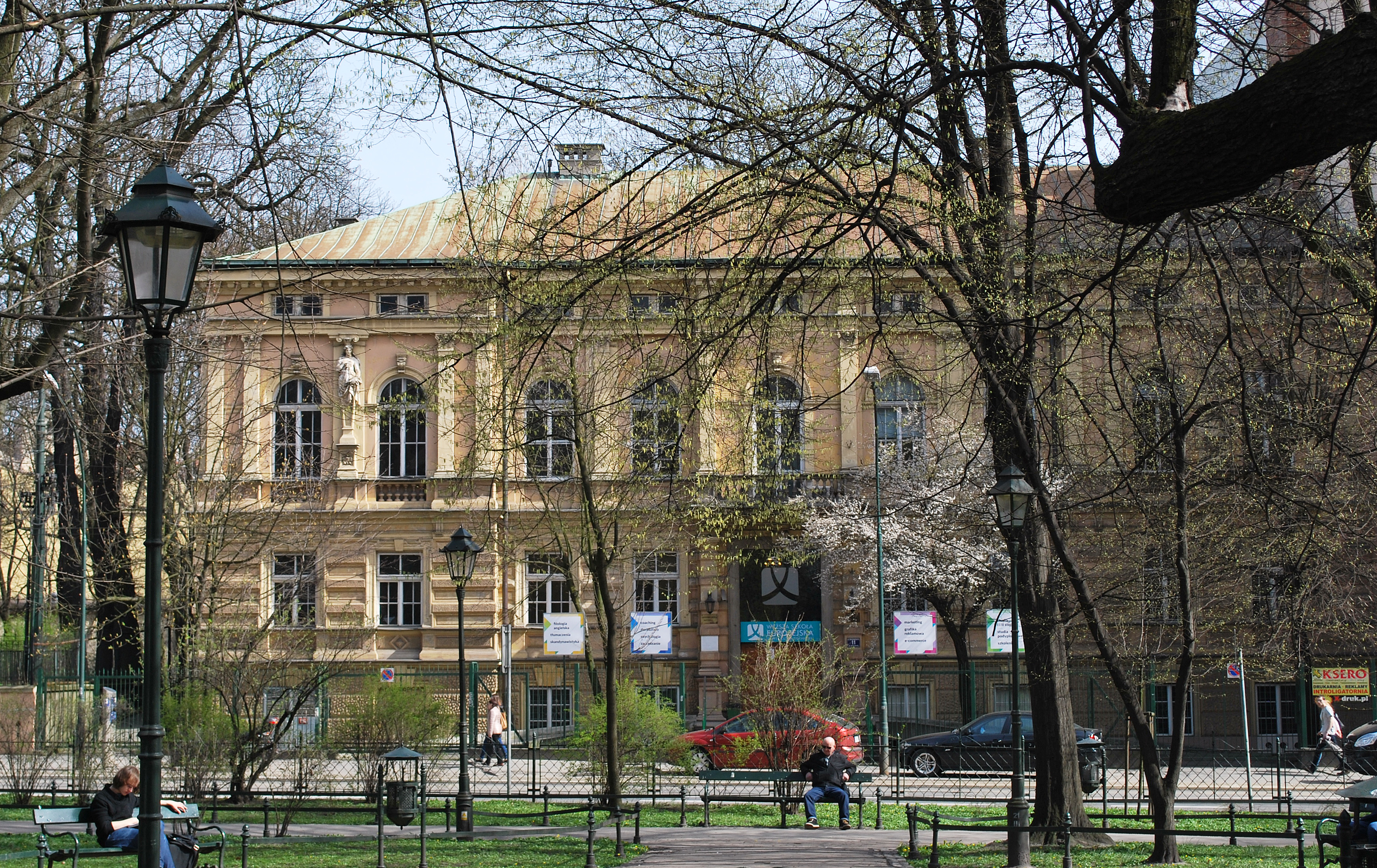
Kraków ul. Westerplatte 11. Pałac Walerego Rzewuskiego.
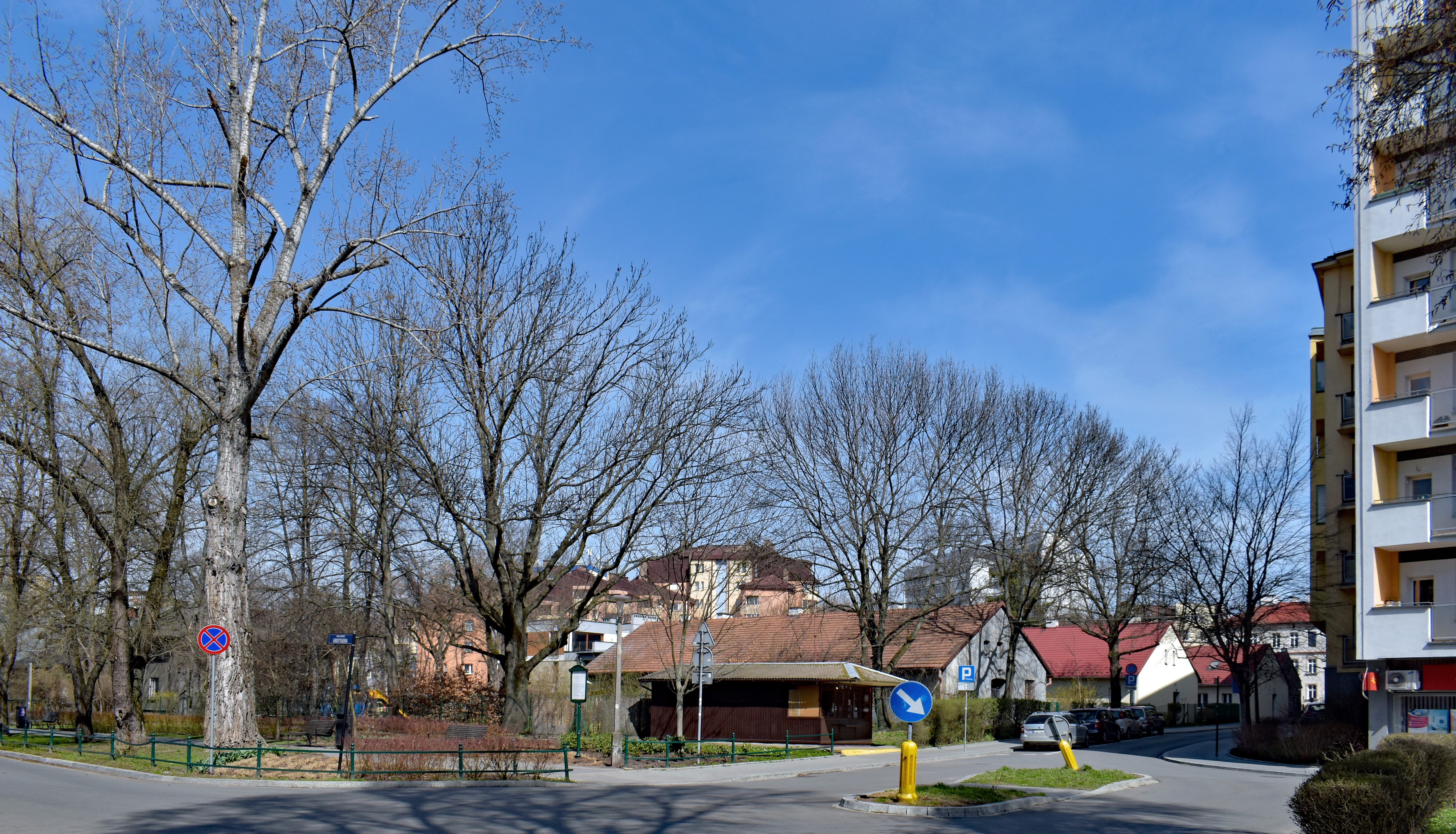
Osiedle Modrzejówka.